# Julius Friedlænder
 Der er flere personer med dette navn, se Julius Friedländer.
Julius Friedlænder (29. januar 1810 i København – 18. september 1861 sammesteds) var en dansk genremaler.
Friedlænder var søn af jødiske forældre: mægler Marcus Friedlænder og Rebecca født Heymann.
Efter endt skolegang kom han på Kunstakademiet, vandt den mindre sølvmedalje 1828, den store 1829 og endnu samme år en pengepræmie for et maleri efter den levende model. Samtidig havde han malet i professor J.L. Lunds malerstue. En mislykket konkurs for den mindre guldmedalje (1831) og hans faders derpå følgende død bragte ham til at opgive historiemaleriet og holde sig til at male portrætter og livsbilleder, hvorved han lettere kunde ernære sig. Dog fik han undtagelsesvis lov til at udstille sit ikke antagne konkursarbejde: Jacobs Sønner bringe Josefs blodige Kjortel. De emner, han for øvrigt selv valgte, havde gerne et alvorligt præg som En hjemkommen Fisker bringer Efterretning om en Kammerats Forlis (1838) eller En Læge ved Sygesengen (1840, Den Kongelige Malerisamling), eller de søgte at vise den sørgelige vrangside af en tilsyneladende lykkelig tilværelse som En Linedansertrop kort før en Forestillings Begyndelse (1841, Den Kongelige Malerisamling) med det grædende barn, der skal tvinges til at danse.
Allerede 1837 søgte han, varmt understøttet af Akademiet, rejseunderstøttelse af Fonden ad usus publicos, men opnåede først 1842 en sådan af Akademiet selv. Fra Paris rejste han til Italien og var i Rom 1843-44. Hans billeder efter italienske studier afløstes under Treårskrigen af emner fra matros- og soldaterlivet, uden at han dog malede egentlige slagbilleder. Senere vendte han tilbage til sine første emner, men hans flittig og vel udførte billeder havde intet, der kunde drage den almindelige opmærksomhed til sig, og han døde temmelig upåagtet 18. september 1861 som ugift. Den Kongelige Malerisamling ejer otte af hans billeder, men intet er fremhængt. Blandt hans større arbejder kan fremhæves Flygtende Polakker (1843), malet i Paris.
- Julius Friedlænder på Kunstindeks Danmark/Weilbachs Kunstnerleksikon